# Polyipnus latirastrus
Polyipnus latirastrus is een straalvinnige vissensoort uit de familie van diepzeebijlvissen (Sternoptychidae). De wetenschappelijke naam van de soort is voor het eerst geldig gepubliceerd in 1994 door Last & Harold.